# وگلبن
شهر وگلبن (به آلمانی: Wegeleben) در ایالت زاکسن-آنهالت در کشور آلمان واقع شده‌است.